# Compagnie bancaire
 (juin 2012).
Si vous disposez d'ouvrages ou d'articles de référence ou si vous connaissez des sites web de qualité traitant du thème abordé ici, merci de compléter l'article en donnant les références utiles à sa vérifiabilité et en les liant à la section « Notes et références ».
La Compagnie bancaire est une ancienne entreprise bancaire française.
Sa création par Jacques de Fouchier en 1946 donne naissance à l’un des premiers groupes européens dans le domaine des financements spécialisés dans le crédit et les services financiers aux particuliers et aux entreprises. Cette entreprise fusionne avec Paribas en 1998 avant d'être intégrée en 2001 dans le groupe BNP Paribas.

## La Compagnie bancaire, un des atouts de Paribas

### Nouveaux besoins, nouvelles formes de financement
Jacques de Fouchier, ancien Inspecteur des Finances, fonde en septembre 1946 l'Union Financière d'Entreprises Françaises et Étrangères (UFEFE), un établissement financier qui fournit aux entreprises des crédits à court terme pour le financement de l'importation en France de matières premières au bénéfice des industries exportatrices. Les crédits sont remboursés sur le produit des exportations consécutives,,.
En 1949, avec le lancement du Plan Marshall, l'UFEFE fusionne avec la Banque Française d'Acceptation et en 1950 naît L'Union Française de Banques (UFB). Aux actionnaires initiaux, Worms, le Crédit du Nord et l'Union des Mines, viennent s'ajouter entre autres le Crédit lyonnais, la Société générale, la Banque de Paris et des Pays-Bas et la Banque de l'Indochine. Dès l'année suivante, l’UFB se spécialise dans les opérations de financements de matériel d'équipement, puis progressivement les financements de l'outillage, puis des matériels de travaux publics, agricoles et médicaux.
L'UFB préside ainsi à la création de sociétés nouvelles :
- L'Union de Crédit pour le Bâtiment (UCB) en 1951, née de la volonté commune des professionnels du bâtiment et de plusieurs banques, dont le Crédit foncier de France, de développer le financement du logement et d'introduire des techniques financières nouvelles.
- Le Crédit à l’Équipement des Ménages (Cetelem) en 1953, issu de la prise de conscience d’un besoin du marché du crédit à la consommation et de contacts avec le milieu professionnel de l'équipement électroménager[5].
- La Compagnie Française d’Épargne et de Crédit (CFEC) en 1954, constituée avec la Fédération du Bâtiment et des compagnies d'assurance pour faciliter les crédits immobiliers à long terme.
- La Société d'Études et de Gestion des Centres d’Équipement (SEGECE), en 1956, créée avec la Fédération parisienne du Bâtiment et des banques, a pour objectif d'explorer le monde en mutation des investissements commerciaux et de la distribution dans le cadre de l'urbanisme.

Quatre ans après la fusion avec l'UFEFE et la constitution de l'UFB, l'ensemble forme un groupe original et décentralisé dont le capital atteint 2 milliards de francs.

### Naissance de la Compagnie bancaire
Pour intégrer leur besoin de financement, ces quatre entités créent en juillet 1959 un holding de contrôle, la Compagnie bancaire, doté d’un capital de 24 millions de francs. La nouvelle société, présidée par Jacques de Fouchier, est introduite en bourse en 1961.
À la suite des modifications intervenues dans la réglementation bancaire au cours des années 1965 à 1967, et pour que la Compagnie Bancaire gagne une plus grande autonomie, il est décidé en 1966 de constituer un groupe d'actionnaires, la Banque de Paris et des Pays-Bas devenant leur chef de file, auquel étaient appelés à participer le Crédit lyonnais, la Société générale et Worms. Paribas accroissait sa participation dans la Compagnie Bancaire qui devenait elle-même actionnaire de Paribas.

### Les décennies 1970-1980
En 1970, la Compagnie bancaire reprend la COFICA (Compagnie pour le financement de l'industrie du commerce et de l'agriculture), organisme de financement aux particuliers et aux petites entreprises, spécialisé dans le crédit automobile, les camions, les tracteurs agricoles.
En juillet 1973 naît le projet d'une compagnie d'assurance-vie par capitalisation, Cardif, qui offre des produits nouveaux tels les bons de capitalisation, véritable révolution, et qui va accomplir un brillant parcours, concrétisé par une introduction au second marché de la Bourse de Paris en 1990. Deux traits originaux caractérisent cet « assureur atypique » : une offre de produits distinguant les contrats d’épargne des contrats de prévoyance et un mode de distribution relayé par les guichets de Cetelem. Cardif développe ensuite l’assurance des emprunteurs en multipliant les vecteurs de distribution.
Puis en 1984, sur l’initiative d’André Lévy-Lang, est créé Cortal, société financière visant à aider un large public à constituer et gérer son épargne. La société assoit son développement sur l’innovation : elle lance, à l’instar des cash management accounts américains, le premier compte chèque rémunéré, composé de Sicav monétaires. En 1994, elle met sur pied le premier supermarché de Sicav en Europe continentale : cette Centrale des Sicav permet à ses clients d’acheter tous les Sicav et Fonds communs de placement de droit français, quel qu’en soit l’établissement gestionnaire.
À l’arrivée au pouvoir d’un gouvernement socialiste en 1981, alors que Paribas est nationalisé par décision du 12 février 1982, la Compagnie Bancaire, dont les dépôts n'ont pas atteint le seuil du milliard de francs, échappe à la nationalisation. Au cours de la période 1982-1990, elle se développe sous la présidence d'André Lévy-Lang dans le cadre européen. En 1985, Cetelem reprend en Italie Findomestic, première base d'un groupe européen de crédit à la consommation et continue son développement en Europe (Portugal, Grande-Bretagne, Allemagne, Italie).
Cortal, devenue une banque, concrétise le concept de banque sans guichet, proche de ses clients par les médias. En 1989, Arval Service Lease développe le concept de location longue durée et de gestion de parc automobile auprès des entreprises.
Ainsi, devenue un grand groupe spécialisé dans les services financiers, la Compagnie bancaire opère sur sept grands marchés : le financement de l’équipement aux entreprises, le financement des achats à crédit des particuliers, les financements immobiliers, la promotion immobilière, l’assurance-vie et l’épargne, les services informatiques et télématiques. Elle a su devenir au fil des ans la principale filiale en termes de profits de Paribas, représentant près de 20 % de ses bénéfices globaux.
Peu de temps après la mort de son fondateur Jacques de Fouchier en décembre 1997, la Banque Paribas lance une OPE sur la Compagnie Bancaire. L'assemblée générale du 12 mai 1998 ratifie la fusion de la Compagnie financière de Paribas, de la Banque Paribas et de la Compagnie Bancaire, pour former l'ensemble désormais appelé Paribas, devenu BNP Paribas  à la suite de la fusion de mai 2000 avec la Banque nationale de Paris (BNP).